# ケルビン・グティエレス
ケルビン・マニュエル・グティエレス（Kelvin Manuel Gutiérrez, 1994年8月28日 - ）は、 ドミニカ共和国ドゥアルテ州ピメンテル出身のプロ野球選手（三塁手）。右投右打。メキシカンリーグのプエブラ・パロッツ所属。

## 経歴

### プロ入りとナショナルズ傘下時代
2013年にアマチュア・フリーエージェントでワシントン・ナショナルズと契約してプロ入り。契約後、傘下のルーキー級ドミニカン・サマーリーグ・ナショナルズでプロデビュー。60試合に出場して打率.255、23打点、9盗塁を記録した。
2014年はルーキー級ガルフ・コーストリーグ・ナショナルズでプレーし、53試合に出場して打率.286、25打点、4盗塁を記録した。
2015年はA-級オーバーン・ダブルデイズでプレーし、62試合に出場して打率.305、1本塁打、30打点、2盗塁を記録した。
2016年はA-級オーバーン、A級ヘイガーズタウン・サンズ、A+級ポトマック・ナショナルズでプレーし、3球団合計で115試合に出場して打率.296、4本塁打、56打点、25盗塁を記録した。
2017年はルーキー級ガルフ・コーストリーグ・ナショナルズとA+級ポトマックでプレーし、2球団合計で68試合に出場して打率.278、2本塁打、17打点、5盗塁を記録した。オフにはアリゾナ・フォールリーグに参加し、メサ・ソーラーソックスに所属した。11月20日にはルール・ファイブ・ドラフトでの流出を防ぐために40人枠入りを果たした。
2018年はAA級ハリスバーグ・セネターズでプレーした。

### ロイヤルズ時代
2018年6月18日にケルビン・ヘレーラとのトレードで、ブレイク・パーキンス、ヨハンセ・モレルと共にカンザスシティ・ロイヤルズへ移籍した。移籍後は傘下のAA級ノースウエストアーカンソー・ナチュラルズでプレーし、移籍前を含めた2球団合計で123試合に出場して打率.275、11本塁打、66打点、20盗塁を記録した。オフシーズンはドミニカのウィンターリーグ（LIDOM）のヒガンテス・デル・シバオでプレーした。
2019年は開幕をAAA級オマハ・ストームチェイサーズで迎えた。4月26日にメジャー初昇格を果たし、メジャーデビューとなった翌27日のロサンゼルス・エンゼルス戦にて「7番・三塁手」で先発出場すると、3回裏にハイメ・バリアからメジャー初安打となる2点適時打を放った（この試合では3打数1安打2打点）。この年メジャーでは20試合に出場して打率.260、1本塁打、11打点、1盗塁を記録した。
2020年は4試合に出場して打率.111（9打数1安打）という成績だった。
2021年6月28日にDFAとなった。

### オリオールズ時代
2021年7月3日に金銭とのトレードで、ボルチモア・オリオールズへ移籍した。移籍後は傘下のAAA級ノーフォーク・タイズへ配属された後、7月7日にメジャー昇格した。
2022年5月2日にDFAとなり、7日にマイナー契約でAAA級ノーフォークへ配属された。ノーフォークでも60試合に出場して打率.242、6本塁打という成績にとどまり、9月15日に自由契約となった。退団後のオフシーズンは5年連続となるLIDOMのヒガンテス・デル・シバオでプレー。

### メキシカンリーグ時代
2023年5月9日にメキシカンリーグのプエブラ・パロッツと契約した。

## 詳細情報

### 年度別打撃成績
| 年 度    | 球 団    | 試 合 | 打 席 | 打 数 | 得 点 | 安 打 | 二 塁 打 | 三 塁 打 | 本 塁 打 | 塁 打 | 打 点 | 盗 塁 | 盗 塁 死 | 犠 打 | 犠 飛 | 四 球 | 敬 遠 | 死 球 | 三 振 | 併 殺 打 | 打 率 | 出 塁 率 | 長 打 率 | O P S |
| -------- | -------- | ----- | ----- | ----- | ----- | ----- | -------- | -------- | -------- | ----- | ----- | ----- | -------- | ----- | ----- | ----- | ----- | ----- | ----- | -------- | ----- | -------- | -------- | ----- |
| 2019     | KC       | 20    | 79    | 73    | 4     | 19    | 2        | 1        | 1        | 26    | 11    | 1     | 0        | 0     | 1     | 5     | 0     | 0     | 24    | 2        | .260  | .304     | .356     | .660  |
| 2020     | KC       | 4     | 12    | 9     | 0     | 1     | 0        | 0        | 0        | 1     | 0     | 0     | 0        | 0     | 0     | 3     | 0     | 0     | 6     | 0        | .111  | .333     | .111     | .444  |
| 2021     | KC       | 38    | 142   | 135   | 9     | 29    | 4        | 2        | 1        | 40    | 8     | 0     | 1        | 0     | 0     | 6     | 0     | 1     | 31    | 3        | .215  | .254     | .296     | .550  |
| 2021     | BAL      | 47    | 153   | 137   | 14    | 34    | 4        | 1        | 2        | 46    | 12    | 0     | 0        | 0     | 0     | 13    | 0     | 3     | 45    | 1        | .248  | .327     | .336     | .663  |
| '21計    | BAL      | 85    | 295   | 272   | 23    | 63    | 8        | 3        | 3        | 86    | 20    | 0     | 1        | 0     | 0     | 19    | 0     | 4     | 76    | 4        | .232  | .292     | .316     | .608  |
| 2022     | BAL      | 12    | 33    | 28    | 2     | 4     | 1        | 0        | 0        | 5     | 3     | 1     | 0        | 0     | 0     | 4     | 0     | 0     | 8     | 1        | .143  | .250     | .179     | .429  |
| MLB：4年 | MLB：4年 | 121   | 419   | 382   | 29    | 87    | 11       | 4        | 4        | 118   | 34    | 2     | 1        | 0     | 1     | 31    | 0     | 4     | 114   | 7        | .228  | .292     | .309     | .601  |

- 2022年度シーズン終了時

### 年度別守備成績
| 年 度 | 球 団 | 一塁（1B） | 一塁（1B） | 一塁（1B） | 一塁（1B） | 一塁（1B） | 一塁（1B） | 二塁（2B） | 二塁（2B） | 二塁（2B） | 二塁（2B） | 二塁（2B） | 二塁（2B） | 三塁（3B） | 三塁（3B） | 三塁（3B） | 三塁（3B） | 三塁（3B） | 三塁（3B） |
| 年 度 | 球 団 | 試 合      | 刺 殺      | 補 殺      | 失 策      | 併 殺      | 守 備 率   | 試 合      | 刺 殺      | 補 殺      | 失 策      | 併 殺      | 守 備 率   | 試 合      | 刺 殺      | 補 殺      | 失 策      | 併 殺      | 守 備 率   |
| ----- | ----- | ---------- | ---------- | ---------- | ---------- | ---------- | ---------- | ---------- | ---------- | ---------- | ---------- | ---------- | ---------- | ---------- | ---------- | ---------- | ---------- | ---------- | ---------- |
| 2019  | KC    | -          | -          | -          | -          | -          | -          | -          | -          | -          | -          | -          | -          | 18         | 23         | 35         | 3          | 2          | .951       |
| 2020  | KC    | -          | -          | -          | -          | -          | -          | -          | -          | -          | -          | -          | -          | 3          | 2          | 5          | 0          | 2          | 1.000      |
| 2021  | KC    | 1          | 1          | 0          | 0          | 0          | 1.000      | -          | -          | -          | -          | -          | -          | 37         | 27         | 63         | 9          | 11         | .909       |
| 2021  | BAL   | -          | -          | -          | -          | -          | -          | 1          | 0          | 0          | 0          | 0          | ----       | 47         | 34         | 95         | 4          | 8          | .970       |
| '21計 | BAL   | 1          | 1          | 0          | 0          | 0          | 1.000      | 1          | 0          | 0          | 0          | 0          | ----       | 84         | 61         | 158        | 13         | 19         | .944       |
| MLB   | MLB   | 1          | 1          | 0          | 0          | 0          | 1.000      | 1          | 0          | 0          | 0          | 0          | ----       | 105        | 86         | 198        | 16         | 23         | .947       |

- 2021年度シーズン終了時

### 背番号
- 47（2019年）
- 16（2020年）
- 19（2021年 - 同年6月27日）
- 82（2021年7月7日 - 2022年）